# Dior Eluchíl
Dior es un personaje ficticio que pertenece al legendarium creado por el escritor británico J. R. R. Tolkien y que aparece en su novela El Silmarillion. Es un peredhil o medio elfo, hijo de Beren y Lúthien. Nació en Ossiriand, en la isla de Tol Galen, y se casó con Nimloth de Doriath, con la que tuvo tres hijos: Eluréd, Elurín y Elwing. Esta última se casó con otro medio elfo, Eärendil. Juntos engendraron a Elrond y Elros (de quien descienden los reyes de los númenóreanos y posteriormente los dúnedain).

## Historia
Dior estableció su reino en Menegroth. Tras la muerte de sus padres, heredó el Silmaril que arrebataron a Morgoth. Empezó a llevar el Silmaril y a mostrarlo abiertamente, con lo cual su reino prosperó, pero también llamó la atención de los hijos de Fëanor, quienes le reclamaron la joya. Este se negó a devolverla, con lo que los hijos de Fëanor atacaron Menegroth y mataron a Dior y a su esposa y abandonaron a sus jóvenes hijos varones en el bosque para que murieran de hambre. Elwing escapó con el Silmaril y el resto de su pueblo.